# Bad Neustadt an der Saale
Bad Neustadt an der Saale je dolnofranské lázeňské město, ležící v zemském okresu Rhön-Grabfeld. Město leží na severozápadním okraji Bavorska nedaleko spolkových hranic s Durynskem a Hesenskem.

## Partnerská města
- Bílovec, Česko,
- Falaise, Francie,
- Pershore, Velká Británie,
- Oberhof, Durynsko, Německo,
- Oberpullendorf, Rakousko,
- Cerro Maggiore, Itálie